# Фултон (Мисури)
Фултон (енгл. Fulton) град је у америчкој савезној држави Мисури.

## Демографија
По попису из 2010. године број становника је 12.790, што је 662 (5,5%) становника више него 2000. године.
| Група             | 2000.         | 2010.          |
| Белци             | 9.781 (80,6%) | 10.521 (82,3%) |
| Афроамериканци    | 1.872 (15,4%) | 1.531 (12,0%)  |
| Азијати           | 128 (1,1%)    | 148 (1,2%)     |
| Хиспаноамериканци | 132 (1,1%)    | 270 (2,1%)     |
| Укупно            | 12.128        | 12.790         |